# 京阪バス男山営業所
京阪バス男山営業所（けいはんバスおとこやまえいぎょうしょ）は、京都府八幡市男山雄徳にある京阪バスの営業所。社用車に記してある略称は「男」である。
本項では旧・京阪宇治交通の男山営業所時代に付いても記述する。

## 概要
1989年開設の京田辺営業所、1978年開設の交野営業所に次いで3番目に新しい営業所である。2007年に事務所等の建物を一旦取り壊して新築した。最寄りの停留所は「男山車庫」。
管轄エリアは主に枚方市北部・八幡市・京田辺市北西部周辺。2009年12月からは山科営業所に代わって京都競馬場駐車場内シャトルバスも管轄している（2010年春より同営業所と共管となる）。また2021年までは京都市内の路線もごく一部のみながら担当していた。

## 沿革
当営業所の設置計画は1960年代後半に、京阪宇治交通の大阪府進出が決定した当初より存在していた。これはくずは・男山地区に路線を開設するに当たり、その拠点となる営業所が必要となるためである。しかし当時の男山地区は開発が開始された直後であったため、森林が多くまた、車庫用地が日本住宅公団（当時）の男山団地E棟の予定用地となっていた。このため、車庫用地の買収、譲渡提案を交渉する等に時間が掛かり、1969年6月20日の京阪宇治交通の大阪府進出には間に合わず、1971年6月19日までの2年間、第1次暫定措置として宇治営業所 担当で路線を開設した。
その後も、男山営業所開設の為の用地買収交渉を日本住宅公団に対して行ったが、開設までの諸手続きにまだ2年から3年掛かることと、宇治営業所からの回送では回送距離の関係から効率が悪く、これによる経費も掛かるため、第2次暫定措置としてくずは営業所 が1971年に開設された。その後数々の手続きを経て1974年にようやく男山営業所が開設された。なお、暫定開設されたくずは営業所は、男山営業所開設後の同年5月27日に廃止された。
- 1974年（昭和49年）5月20日：開設。
- 2002年（平成14年）2月：ノンステップバス導入により、支障となる出入口の勾配の緩和・屋外ピットを廃止。
- 2006年（平成18年）4月1日：会社合併により京阪宇治交通より京阪バスに移管される。
- 2007年（平成19年）：事務棟の建て替えを実施。
- 2008年（平成20年）10月：管内でPiTaPaの利用が可能となった。

## 一般路線
運賃は山手線・八幡田辺線を除き「1区」大人250円・小児130円の均一運賃。
当営業所の路線の大半が乗り入れる樟葉駅では全のりばがA・Bに分割されている。

### 北山線
宇治交通時代から運行されている主要路線の1つ。3・3A号経路（後者は廃止）以外は宇治交時代は「家具団地線」と称していた。
枚方市北西部のターミナルである樟葉駅から南東方向へ向かい、中東部の枚方家具団地や大阪工業大学を経由してポエムノール北山を結ぶ。
ポエムノールひらかた北山は1994年春より一部入居開始のニュータウンで、当路線は同年4月1日よりそれまで家具団地発着となっていた路線を延長する形で運行を開始している。
系統数自体はそれほど多くないものの、家具団地経由・大阪工大経由、その中で枚方ハイツを経由するもの・しないものなどと複雑な運行形態になっている。
「2」の経路番号を持つ系統が4種類存在し、枚方ハイツを経由しないものは番号の末部に「A」が、大阪工大を経由するものは番号の上部に「大」がそれぞれ付されている。日中は2A・大2号経路が交互に15分間隔（樟葉駅基準）で発着し、1時間あたり4本の高頻度体制となっている。これに樟葉長尾線91号経路が加わり、樟葉駅 - 家具町一丁目間には1時間に5本発着する。
終着のポエムノール北山は停留所南側に回転場が設置されており、これを利用して折り返す。
宇治交通時代、枚方市統計書では市内各駅前停留所のほかに宇治交エリアの市内主要停留所の乗車人員・降車人員も公表していたが、当路線はそのうち公園前を除く全停留所に乗り入れている。
樟葉駅では全て4Bのりばからの発車。

#### 家具団地経由
家具団地を経由する。
いずれも1971年12月28日の改正で枚方ハイツ発着便の大半を峠まで延長・一部経路変更の形で独立する形で運行開始。1974年4月1日より家具団地まで延伸。同年9月16日より他の京阪宇治交通路線とともに系統番号が付与された。
大阪工大は経由しないものの北山中央停留所も大学の最寄停留所の1つとなっており、通学にはこの系統も利用可能である。
日中は1時間あたり2A号経路が2本運行。
- 1号経路：樟葉駅 - 船橋 - 中の池公園 - 企業団地中央 - 田近二丁目 - 高野道 - 家具町一丁目 - 峠 - 家具町二丁目 - 家具団地 - 北山中央 - ポエムノール北山
  - 朝に樟葉駅発が、夕方以降に樟葉駅行きが運行される。平日朝の駅発は全てこの系統となる。
  - 中の池公園 - 田近三丁目間で工場等が密集する枚方企業団地の中心部付近を経由する系統で、経路番号に「A」は付されていないものの枚方ハイツは経由しない。
  - 学休期の平日は樟葉駅発が朝に1本増発。開校期間は同時刻発の北山中央行きNS経路となる。
  - 2007年11月改正までは大阪工大経由の大1号経路も運行されていた。

- 2号経路：樟葉駅 - 船橋 - 中の池公園 - 高野道 - 枚方ハイツ - 家具町一丁目 - 峠 - 家具町二丁目 - 家具団地 - 北山中央 - ポエムノール北山
  - 2024年までは日中にも毎時1本運行されていたが、同年10月の改正より朝夕のみの運行となっている。ただし朝の樟葉駅発は1本のみで、主に夕方以降の運行。

- 2A号経路：樟葉駅 - 船橋 - 中の池公園 - 高野道 - 家具町一丁目 - 峠 - 家具町二丁目 - 家具団地 - 北山中央 - ポエムノール北山
  - 朝を除きほぼ終日設定がある。上記の改正では日中の運行系統が大幅に変更されたが、当経路のみ引き続き日中にも運行されている。

#### 大阪工大経由
1996年4月17日より運行開始の、大阪工大を経由し家具町一丁目 - 北山中央間を短絡するルート。
京阪バスの一般路線では珍しく経路番号に漢字が付されている。
- 大2号経路：樟葉駅 - 船橋 - 中の池公園 - 高野道 - 枚方ハイツ - 家具町一丁目 - 大阪工大 - 北山中央 - ポエムノール北山
  - 2024年までは朝夕のみの運行であったが、同年10月の改正より日中にも運行されている。

- 大2A号経路：樟葉駅 - 船橋 - 中の池公園 - 高野道 - 家具町一丁目 - 大阪工大 - 北山中央 - ポエムノール北山
  - 大2号経路とは逆に、上記の改正で日中の運行がなくなり大幅に減便。
  - 樟葉駅行きは平日は朝3本、土休日は夕方に1本。樟葉駅発は平日のみ朝夕各1本運行。
  - 1号経路同様、学休期の平日は北山中央行きNS経路の代わりに同時刻の樟葉駅発が朝に1本増発される。

- NS経路：樟葉駅 → 大阪工大 → 北山中央
  - 途中、大阪工大にのみ停車。学休期を除く平日2本のみの運行。学休期はこの経路の樟葉駅発車時刻と同時刻の1号経路・大2A号経路が1本ずつ設定されている。

#### 枚方ハイツ発着
京阪宇治交通が大阪府に進出した1969年に開設した、当路線の始祖となる系統「企業団地線」の企業センター（後の企業団地。現・中の池公園）発着（同路線は他に企業団地口発着便もあったが、これは1971年6月20日の樟葉駅移転時に廃止された）便を、翌1970年に枚方ハイツに延長する形で設定した。延長当初は「日立線」との路線名で宇治営業所が管轄していた。これは枚方ハイツの一部が日立製作所関係者の居住する区域となったことと、峠口（現・高野道）付近にかつて日立枚方グラウンドがあったことによるものである。1971年より日立線は宇治営業所よりくずは営業所に移管し、1974年の男山営業所開設時に再度移管した。京阪バスに合併の際に路線名を集約し、現在の「北山線」となった。
枚方ハイツは摂南大学枚方キャンパスの西側に近接する集合住宅地。
家具団地にも大阪工大にも乗り入れない区間便であり、時刻表でも運行本数が少ないながらこの系統のみ独立して表示されているため本項でも分割して記載する。
過去には田近二丁目を経由するものも存在し、「3A」の経路番号が付されていた（2007年廃止、路線名は枚方ハイツ線）。
- 3号経路：樟葉駅 - 船橋 - 中の池公園 - 高野道 - 枚方ハイツ
  - 朝および平日最終便のみの運行で、平日朝の樟葉駅行き以外は僅少[注 5]。
  - 土休日の樟葉駅発は設定されていない。

### くずは線
八幡市西側に広がる大型公団住宅、男山団地から樟葉駅へのアクセスを担う男山営業所の代表的な路線。循環系統が多い。
樟葉駅では1のりばと2のりばに分かれて発車する。右回り・左回りの両方が設定されている循環系統については右回りがA、左回りがBの列を利用する。平日朝ラッシュ（7時台〜8時台前半）のみ3のりばからの発車となる系統がある。
2024年10月現在の日中ダイヤでは、10分間隔で樟葉駅を6→21→11B→7→21→20号経路の順で発車する1時間サイクルのパターンとなっている。この10分間隔のパターンとは別で、間に1本ずつ5号経路と13B号経路も入る。
宇治交通時代は各循環系統は一部を除き「〜循環線」という独立した路線名が与えられていた。

#### 男山東循環
団地の広範囲をカバーする主力系統。長らく日中以外の運行本数は少なかったが、2024年10月以降はほぼ終日運行されている。20号経路が右回りで、21号経路が左回り。
2003年9月6日より運行開始（この他、後述する40号経路も同日の新設）。
樟葉駅では原則1のりばからの発車だが、平日7時台の各3本は3のりばからの発車となっている。
- 20号経路：樟葉駅 → 北くずは → ひかり → 男山車庫 → 北センター → さくら小学校 → 京都八幡高校 → 弓岡 → くすのき小学校 → 公園前 → 樟葉駅
  - 日中1時間に1本運行。また夕方の時間帯はこの経路が最も本数が多い。

- 21号経路：樟葉駅 → 公園前 → くすのき小学校 → 弓岡 → 京都八幡高校 → さくら小学校 → 北センター → 男山車庫 → ひかり → 北くずは → 樟葉駅
  - 日中1時間に2本運行される。このほか平日夕方以降に、男山車庫止まりを4本設定。

#### 男山北循環
9号経路が右回りで、10号経路が左回り。長らく日中にも運行されていた系統群だが、2024年10月以降は周回便は10号経路が朝に、9号経路が夕方に4本ずつ運行されるのみとなっている（10号経路にはこれとは別でさくら小学校始発の区間便もある）。
上記の男山東循環とは中央センター前経由か京都八幡高校・弓岡・くすのき小学校経由かの違いのみ。北循環が大幅削減された2024年以降、当路線としてはほぼ日中時間帯は中央センター前停留所に乗り入れなくなっている（その分は山手線や樟葉八幡線がカバーしている）。
出入庫系統にあたる12・14号経路も循環系統と完全に重複する為こちらに含める。
樟葉駅では基本的に1のりばからの発車。
- 9号経路：樟葉駅 → 北くずは → ひかり → 男山車庫 → 北センター → さくら小学校 → 中央センター前 → 公園前 → 樟葉駅

- 10号経路：樟葉駅 → 公園前 → 中央センター前 → さくら小学校 → 北センター → 男山車庫 → ひかり → 北くずは → 樟葉駅
  - 平日7時台の1本は3のりばからの発車。
  - さくら小学校発の区間便は平日7時台に2本設定。

- 12号経路：男山車庫 → ひかり → 北くずは → 樟葉駅
  - 早朝の3本のみ運行の出庫系統。
  - 1977年2月26日運行開始、当時の路線名は「北くずは線」。現在の京田辺営業所と共管の時期もあった。
  - 2007年11月9日までは樟葉駅発もあった。

- 14号経路：樟葉駅 - 公園前 - 中央センター前 - さくら小学校 - 北センター - 男山車庫
  - 12号経路同様、樟葉駅行きは早朝の3本のみ。
  - 男山車庫行きは土休日の最終1本のみ。樟葉駅での乗車列はB。
  - 1974年5月27日運行開始、当時の路線名は「男山北線」。この系統も、現在の京田辺営業所と共管の時期があった。

#### 男山南循環
団地南側や企業団地付近を経由する循環系統。東循環や北循環との役割分担がなされている他、船橋・中の池公園方面の輸送力増強も担う。同改正以前は朝夕のみの運行であったが、2024年10月の改正で廃止された15号経路のカバーのため、日中にも1時間にそれぞれ1本が運行されるようになった。
1972年3月10日より運行開始。
6号経路が右回り・7号経路が左回り。7号経路は朝、6号経路は夕方以降の本数が多い（夕方以降の7号経路は僅少）。
樟葉駅では原則2のりばからの発車だが、平日朝ラッシュの6号経路3本・7号経路4本は3のりば発。
- 6号経路：樟葉駅 → 公園前 → くすのき小学校 → しで原 → 長谷 → 中の池公園 → 船橋 → 樟葉駅
  - 平日の第一便はしで原始発。

- 7号経路：樟葉駅 → 船橋 → 中の池公園 → 長谷 → しで原 → くすのき小学校 → 公園前 → 樟葉駅

#### 泉回り
中央センターまで9号経路と同一で中央センター前→くずはモール間で泉を経由する。
長らく夜間のみの運行であったが、後述の13B号経路が2024年10月の改正で日中30分間隔から60分間隔に削減されたことを受け、泉周辺の運行本数確保のため現在は日中にも運行されている。
右回り循環に相当するため、樟葉駅での乗車列はA。
- 11B号経路：樟葉駅 → 北くずは → ひかり → 男山車庫 → 北センター → さくら小学校 → 中央センター前 → 泉 → ひかり → 北くずは → 樟葉駅

#### 公園前・泉経由
公園前から北上し、泉・ひかり方面へ向かう系統。
- 13号経路：男山車庫 → ひかり → 泉 → 公園前 → 樟葉駅
  - 早朝に1本のみ設定されている出庫系統。
  - 1977年2月19日に運行開始、当時の路線名は「青葉線」。

- 13B号経路：樟葉駅 - 公園前 - 泉 - ひかり - 明野 - 京阪橋本
  - 樟葉駅では1Bのりば発。
  - 平日7時台の1本が樟葉駅3のりばからの発車となっている。
  - ほぼ終日60分間隔での運行。

#### くずは男山循環
コミュニティバス。詳細は「くずは・男山循環コミュニティバス」を参照。
現在、くずは線におけるコミュニティバスはこの系統のみだが、2018年4月の改正まではくずは丘コミュニティバス4A号経路も存在した。こちらは枚方市のコミュニティバスである。
- 5号経路：樟葉駅 → 公園前 → 金振東 → 101棟前 → 面取町→ 朝日一丁目 → 樟葉駅
  - 金振東→106棟前の区間は京阪バス唯一のフリー乗降区間であったが、2024年4月1日改正でこの扱いは廃止された。
  - 日中のみ、1時間に1本のみの運行。樟葉駅では2Bのりばからの発車。かつて1のりばから発車していた系統の中で唯一、2023年4月1日の改正でのりばが変更された。

#### 樟葉駅企業団地線
路線名は料金表に記載されているもの。
2024年4月1日改正までは男山車庫から先、石清水八幡宮駅まで運行する41号経路も運行されていた。平日夜間2本・土休日1本のみ運行。
樟葉駅では2Bのりばから発車。
- 40号経路：樟葉駅 → 船橋 → 中の池公園 → 長谷 → しで原 → 弓岡 → 京都八幡高校 → さくら小学校 → 北センター → 男山車庫

### 山手線
樟葉駅と松井山手駅や近鉄新田辺・JR京田辺をはじめとした京田辺市内を、途中八幡市内を通過しつつ結ぶ、総延長13km前後にわたるロングラン路線。朝夕には京田辺市内完結の系統もある。
現行の経路で最古参のものは1972年11月20日改正で新設された16・67経路。当初は松井山手駅が未開業のため、現在松井山手駅を発着している系統は松井ヶ丘という停留所を発着地としていた（これらは1990年4月16日より松井山手駅への乗り入れを開始）。
1989年4月には樟葉 - 新田辺の直通運行が67B号経路の設定によって開始。さらに山手幹線の八幡市美濃山一ノ谷 - 京田辺市山手中央間開通を受けて1992年9月11日より現在の直通便の主力系統である67D号経路やその区間便にあたる16A号経路・さらに16A号経路と既存の16号経路を統合した16B・16C号経路を新設。
かつては大住ヶ丘を発着地とする系統も多く設定されていた。この他、ポエムノール北山に乗り入れる系統もあった。
京田辺営業所と共管の経路が多いため、男山単独運行の系統のみ特記する。運行本数・間隔等に関する記述も全て京田辺との合算である。こちらも参照。
2011年に山手幹線沿いにコストコ八幡店（最寄り停留所は美濃山小学校）が開業して以降、山手幹線をはじめとした周辺道路が土休日を中心に慢性的に渋滞しており、元々の運行距離・時間が長い当路線においては最大で5時間半の遅延が発生したことがある。このため、土休日の日中においては山手幹線を極力避ける経路・ダイヤになっている（特に南行き）。
樟葉駅では5のりば（水珀方面はA、摂南大学北口方面はB）から、近鉄新田辺では3のりばから、松井山手駅では近鉄新田辺行きと樟葉駅行きのうち16・16C号経路は1のりばから、その他の樟葉駅方面行きは3のりばからの発車。
樟葉駅 - みさき間から茶屋前 - 近鉄新田辺間の運賃は「3区」大人310円・小児160円。2区運賃についてはそれぞれの系統の節を参照。

#### 水珀方面
樟葉駅 - 松井山手駅間で大芝・松花堂前や水珀を経由する。
土休日の近鉄新田辺行きを除きほぼ終日運行される67D号経路以外はいずれも朝夕に1〜数本のみの運行。
樟葉駅 - みさき間から京都八幡高校南学舎 - 美濃山小学校間、樟葉駅 - みさき間から美濃山小学校 - 健康村間、美濃山小学校 - 山手中央間から茶屋前 - 近鉄新田辺で2区運賃。
なお、水珀停留所は往路と復路の停車位置が大きく離れており、松井山手駅方面へ向かうのりばの対面にあるのは樟葉駅行きのみ設置されている水珀南山停留所である。
- 16号経路：樟葉駅 - 公園前 - 中央センター前 - 大芝・松花堂前 - 吉井 - 水珀 - 京都八幡高校南学舎 - 美濃山口 - 松井 - 八小路 - 大住ヶ丘 - 松井山手駅

- 16A号経路：樟葉駅 - 公園前 - 中央センター前 - 大芝・松花堂前 - 吉井 - 水珀 - 本郷 - 美濃山小学校 - 松井山手駅

- 16B号経路：樟葉駅 → 公園前 → 中央センター前 → 大芝・松花堂前 → 吉井 → 水珀 → 京都八幡高校南学舎 → 松井 → 八小路 → 大住ヶ丘 → 松井山手駅 → 美濃山小学校 → 本郷 → 水珀 → 吉井 → 大芝・松花堂前 → 中央センター前 → 公園前 → 樟葉駅
  - 1992年より16C号経路とともに運行開始。16・16A両経路を統合した「山手循環」の右回り。
  - かつては大住ヶ丘発樟葉駅行きの区間便も運行されていた。
  - 平日2本のみ。

- 16C号経路：樟葉駅 → 公園前 → 中央センター前 → 大芝・松花堂前 → 吉井 → 水珀 → 本郷 → 美濃山小学校 → 松井山手駅 → 大住ヶ丘 → 八小路 → 松井 → 京都八幡高校南学舎 → 水珀 → 吉井 → 大芝・松花堂前 → 中央センター前 → 公園前 → 樟葉駅
  - 山手循環左回り。平日1本のみ。
  - かつては16・16A・16B号経路同様京田辺と共管だった。

- 19号経路：樟葉駅 → 公園前 → 中央センター前 → 大芝・松花堂前 → 久保田 → 水珀 → 吉井 → 大芝・松花堂前 → 中央センター前 → 公園前 → 樟葉駅
  - 水珀始発便が朝に運行されている（平日5本、土休日2本）。
  - 「水珀循環」と呼ばれる樟葉駅始発の通し運行は平日深夜1本のみ。
  - 男山単独運行。

- 67D号経路：樟葉駅 - 公園前 - 中央センター前 - 大芝・松花堂前 - 吉井 - 水珀 - 本郷 - 美濃山小学校 - 松井山手駅 - 大住ヶ丘 - 健康ヶ丘 - JR大住駅 - 健康村 - 稲葉 - JR京田辺 - 近鉄新田辺
  - 日中の運行間隔は30分。上述の渋滞対策で、土休日昼間の新田辺行きのみ代わりに京田辺単独運行の67B号経路（美濃山小学校を経由しない）が同等の間隔で運行される。
  - 10時〜16時頃まで、JR京田辺では近鉄新田辺行き・樟葉駅行きともに駅前ロータリーに乗り入れる。土休日の近鉄新田辺行き67B号経路は乗り入れない。

#### 摂南大学北口方面
樟葉駅や松井山手駅から摂南大学枚方キャンパスへのアクセスも担う。停留所は八幡市内にあるが大学へは下車すぐ。
また樟葉駅から松井山手駅方面への最短経路ともなっているが、上述の渋滞対策で土休日の日中は両駅間の直通便が運行されていない。
- 30号経路：樟葉駅 - 公園前 - くすのき小学校 - 松里 - 摂南大学北口 - 本郷 - 美濃山小学校 - 松井山手駅
  - 平日はほぼ終日運行（日中は30分間隔）。土休日は朝夕のみ。
- 30A号経路：樟葉駅 - 公園前 - くすのき小学校 - 松里 - 摂南大学北口
  - 2021年3月13日より土休日の日中のみ30号経路を分割する形で30B号経路とともに新設[注 12]。
  - 土休日の日中のみ30分間隔で、合計15往復運行。平日の運行はなし。
  - 2023年現在は男山単独。

- 31号経路：樟葉駅 - 公園前 - くすのき小学校 - 松里 - 摂南大学北口 - 本郷 - 美濃山小学校 - 松井山手駅 - 大住ヶ丘 - 健康ヶ丘 - 畠 - 稲葉 - JR京田辺 - 近鉄新田辺
  - 2004年1月15日運行開始。
  - 朝夕のみの運行。近鉄新田辺 - くすのき小学校間の区間運行がある。
  - 上記の区間に加えて、公園前 - 本郷間から茶屋前 - 近鉄新田辺間が2区運賃となる。

- NS経路：樟葉駅 - 摂南大学北口
  - 学休期を除く平日・土曜のみ運行。
  - 平日朝の摂南大学北口行きの本数は極めて多く、樟葉駅8時台発の便は14本ある。この他9〜12時台に合計9本、樟葉駅行きが12〜18時台に合計8本設定。
  - 土曜日は朝に大学行き5本、午後以降に駅行きを3本運行。
  - 男山の単独運行である。

- NS経路：松井山手駅 - 摂南大学北口 ← 摂南大学薬用植物園
  - 学休期を除く平日に2往復・土曜日に大学行きのみ2本の運行。男山の単独運行である。
  - 2023年4月1日の改正で松井山手駅行きのみ摂南大学薬用植物園始発となった（途中、摂南大学北口のみに停車）。
  - 摂南大学薬用植物園停留所はNSを除くと直Q京都号のみの停車。

- NS経路：摂南大学薬用植物園 → 松井山手駅
  - 2024年4月1日改正より土曜ダイヤにもNS経路が設定されているが、松井山手駅行きは国道1号線経由で運行し摂南大学北口には停車しない。

#### 京田辺市内の区間便
運行本数はいずれも僅少。
- 67号経路：松井山手駅 - 大住ヶ丘 - 健康ヶ丘 - JR大住駅 - 健康村 - 稲葉 - JR京田辺 - 近鉄新田辺
  - 朝夕のみの運行（平日の近鉄新田辺行きは朝のみ）。

- 68号経路：松井山手駅 - 大住ヶ丘 - 健康ヶ丘 - 畠 - 稲葉 - JR京田辺 - 近鉄新田辺
  - 31号経路の京田辺側の区間便。朝のみ。

### 樟葉八幡線
1972年3月10日運行開始。樟葉駅と石清水八幡宮駅を結ぶ。
- 32号経路：樟葉駅 - 公園前 - 中央センター前 - 大芝・松花堂前 - 久保田 - 八幡市役所前 - 石清水八幡宮駅
  - ほぼ終日30分間隔で、ラッシュ時等にも本数はほぼ変わらない。
  - 2007年11月10日より全便男山管轄。樟葉駅では5Aのりばから、石清水八幡宮駅では1のりばからの発車。

### 八幡田辺線
戦前より運行しており、1969年5月9日までは淀営業所の管轄であった。翌10日より枚方営業所の管轄となったが、同年10月29日より一旦京阪宇治交通宇治営業所に路線を譲渡して、一度撤退した（1974年9月16日に男山に移管し、1989年に当時の田辺と共管化）。
その後2006年4月1日の京阪宇治交通と京阪バスとの合併により、本路線は京阪バスに復帰したが、管轄は引き続き男山営業所と京田辺営業所との共管となっている。
78A号経路が京阪橋本へ乗り入れる以外は石清水八幡宮駅を起点としており、名前の通り八幡市と京田辺市を結ぶ路線だが、八幡市内のみ運行の区間系統も多い。
京田辺との共管は73C・74・75C・76・76B号経路。これらの運行本数・間隔等に関する記述は全て京田辺との合算とする。
2区運賃となるのは石清水八幡宮駅 - 小宮間から松井 - 健康村間あるいは岩田 - 健康村間、下奈良 - 西岩田間あるいは下奈良 - 美濃山口間から茶屋前以遠の各区間。石清水八幡宮駅 - 小宮間から茶屋前以遠では3区運賃となる。
石清水八幡宮駅では77・78B号経路のみ1・その他は2のりばから、近鉄新田辺では京田辺市役所行きが1・石清水八幡宮駅行きが3のりばからの発車。

#### 内里経由
八幡田辺間直通運行の基本系統で、日中には新田辺から先、京田辺市役所までの延長運行も行われている。
- 74号経路：石清水八幡宮駅 - 小西 - 上奈良 - 蜻蛉尻 - 内里 - 松井 - 八小路 - 三野 - 健康村 - 一休寺道 - JR京田辺 - 近鉄新田辺
  - 朝夕に運行。

- 74A号経路：石清水八幡宮駅 - 小西 - 上奈良 - 蜻蛉尻 - 内里 - 松井 - 八小路 - 宝生苑 - 三野 - 健康村 - 一休寺道 - JR京田辺 - 近鉄新田辺 - JR京田辺 - 草内口 - 京田辺市役所
  - 平日と土曜の昼間に、1時間あたり0〜1本運行。

- 74B号経路：石清水八幡宮駅 - 小西 - 上奈良 - 蜻蛉尻 - 内里 - 松井 - 八小路 - 三野 - 健康村 - 一休寺道 - JR京田辺 - 近鉄新田辺 - JR京田辺 - 草内口 - 京田辺市役所
  - こちらは休日のみの運行。宝生苑を経由しない。
  - 両駅前の発車時刻は74A号経路と同一となっている。

#### 岩田南経由
こちらは岩田南発着が基本だが、一部八幡田辺間直通（75C）号経路も存在する。両駅間の距離はこちらの方が短い。
- 75C号経路：石清水八幡宮駅 - 小西 - 上奈良 - 八幡市民体育館 - 岩田 - 岩田南 - 池嶋 - 中島橋 - 健康村 - 一休寺道 - JR京田辺 - 近鉄新田辺
  - 朝夕に平日5往復・土休日4往復。

- 76号経路：石清水八幡宮駅 - 小西 - 上奈良 - 八幡市民体育館 - 岩田 - 岩田南
  - 日中1時間おきに運行。朝夕にも数本設定あり。

- 76B号経路：石清水八幡宮駅 - 小西 - 上奈良 - 八幡市民体育館 - 岩田 - 岩田南 - 池嶋
  - 池嶋は岩田南の1つ先の停留所。
  - 平日の朝夕に1往復ずつの運行。

#### 内里南方面
73C号経路の逆回りにあたる73号経路は京田辺単独の運行。
- 73A号経路：石清水八幡宮駅 → 小西 → 上奈良 → 八幡市民体育館 → 内里南
  - 夜間の片道1本。

- 73C号経路：石清水八幡宮駅 → 小西 → 上奈良 → 蜻蛉尻 → 内里 → 内里南 → 八幡市民体育館 → 上奈良 → 小西 → 石清水八幡宮駅
  - 「八幡循環」左回り。平日夕方以降2本。

#### 男山車庫出入庫便
いずれの本数もわずかで、八幡田辺線のその他の系統とは走行エリアが大きく異なる。
- 77号経路：石清水八幡宮駅 → 八幡市役所前 → 久保田 → 大芝・松花堂前 → さくら小学校 → 北センター → 男山車庫
  - 平日19時台・21時台に1本ずつ。

- 78A号経路：男山車庫 - ひかり - 明野 - 京阪橋本
  - 早朝に出庫便が、夜間に入庫便が1本ずつ。

- 78B号経路：石清水八幡宮駅 - 八幡市役所前 - 走上り - 男山車庫
  - 平日は朝夕に駅行きが2本、土休日は昼間に数本のみの運行。

### 招提線
2018年4月1日の改正で枚方営業所から移管した、樟葉駅近辺の船橋地区への路線。
路線単位では枚方営業所と共管だが担当経路は全て異なり、また84号経路が京阪牧野駅前から撤退した2022年12月17日以降は枚方管轄の系統と当営業所管轄の系統の重複区間・停留所が全く存在しない。
樟葉駅では3Aのりばから発車する。
- 84号経路：樟葉駅 → 船橋住宅 → 北片鉾 → 船橋住宅 → 樟葉駅
  - 昼間60分間隔でのみの運行。小型車を使用。
  - かつては87号経路を大回りにしたような路線形態（樟葉駅 - 樋ノ上 - 京阪牧野駅前 - 船橋住宅 - 樟葉駅）だったが、当営業所への移管時に京阪線西側の区間（府道13号線）が廃止され、北片鉾への乗り入れを開始した。上述の通り、2022年をもって牧野駅への乗り入れを取りやめ。

- 87号経路：樟葉駅 → 樋ノ上 → 西船橋 → 樟葉駅
  - 日中は60分間隔。
  - 長らく小型車のみでの運行であったが、2024年10月からは大型車による定期運用も若干数ある。
  - 2025年3月まではこれの逆回りである右回りの運行もあった。
  - 現在、樟葉駅付近を走行する路線で唯一、京阪線より西側の淀川沿いを走行する区間がある。

### 樟葉長尾線
樟葉駅と長尾駅を高野道経由で結ぶ。
ベースとなった90号経路は2007年11月10日に運行開始。長尾駅から先、既製服団地経由で藤阪ハイツまで運行されていた。2024年10月より、90号経路を長尾駅発着に短縮し、経路番号を91に変更。
樟葉長尾線は原則京田辺営業所管轄の路線であるが、運行区域（北山線とほぼ全線にわたり重複）の都合と歴史的経緯によりこの91号経路に限り男山が管轄している。
日中1時間おきに運行されるのみ。
樟葉駅では4Bのりば、長尾駅では1のりば発。
- 91号経路：樟葉駅 - 船橋 - 中の池公園 - 高野道 - 家具町一丁目 - 峠 - 家具町二丁目 - 家具町二丁目南 - 長尾駅

## その他の路線

### 臨時路線
このほか、2023年の正月三が日のみ八幡山崎線の運行も担当した（詳細はこちら）。

#### 円福寺線
毎年4月20日と10月20日のみ運行される。
- NS経路：樟葉駅 - 円福寺

#### 京都競馬場線
詳細はこちら。2007年11月10日より担当、2009年12月より駐車場とゲート間を運行する無料シャトルバスも管轄。駐車場内シャトルバスは移管当時は単独運行であったが、2010年春より山科との共管となった。

### 特定輸送
- 大日本印刷の従業員特定輸送（京田辺と共管）
- 枚方市の福祉輸送「やすらぎ号」

過去には松下日東電器（現・パナソニック エレクトロニックデバイス日東）の従業員輸送や八寿園福祉バスの運行もあった。

## 廃止路線
- 33号経路 八幡志水線

## 車両
- 三菱ふそう：旧・宇治交通時代から新製導入が行われており、現在においても配置車両数は最も多い。これは、旧・京阪宇治交通では1980年代以降、原則的に男山に三菱ふそうを、宇治に日産ディーゼルを投入していたためである。京阪宇治交通時代に配備された車両のうち、大型車については、三菱自工大江工場製のエアロスターMが最も多くを占めるが、かつては日産ディーゼル車や、新呉羽自動車工業製のものも採用していた。
- 日野：旧・宇治交通時代にはノンステップバス・ブルーリボンシティ・ノンステップを導入していた。合併後は枚方営業所から大型車、寝屋川営業所からワンステップバスの中型車（八寿園送迎用）、山科営業所から大型車（ノンステップバス）が転属投入された。
- いすゞ：2010年代後半以降、大型車の新車はエルガが主力となっている。

大阪府の条例改正（=大阪府流入車規制施行）により、製造後12年以上を経過している車両が2009年1月1日以降大阪府内で運用出来なくなったため、2008年12月までに旧式の車両の置き換えが一斉に行われた。このためだけではないが、ノンステップバスの所属台数は京阪バス中最も多かった。Bタイプは枚方市総合福祉センター輸送用でB-3998、B-3976の2台がいる。2025年にWB6.0ｍ間隔の新車両（Ｌタイプ）が導入された。

## 備考
旧・京阪宇治交通と合併した際に両社間で相違している停留所名は基本的に京阪バスに合わせたが、旧・京阪宇治交通単独区間の停留所名に付いてはそのまま引き継いだ（但し新田辺は旧・京阪宇治交通の1997年からの正式名称である「近鉄新田辺」と改称し、一度合併時に「新田辺」に戻した後、2008年に再び「近鉄新田辺」とした）。但し例外として京阪八幡は旧・京阪宇治交通側の正式名称である「京阪八幡」とした（京阪バスはそれまで「八幡」であった）。

## 他の営業所との重複区間
- 京田辺営業所：樟葉駅・石清水八幡宮駅・松井山手駅・新田辺駅・長尾駅周辺など。
- 枚方営業所：樟葉駅・枚方北部。